# Gemeenten van Oost-Timor

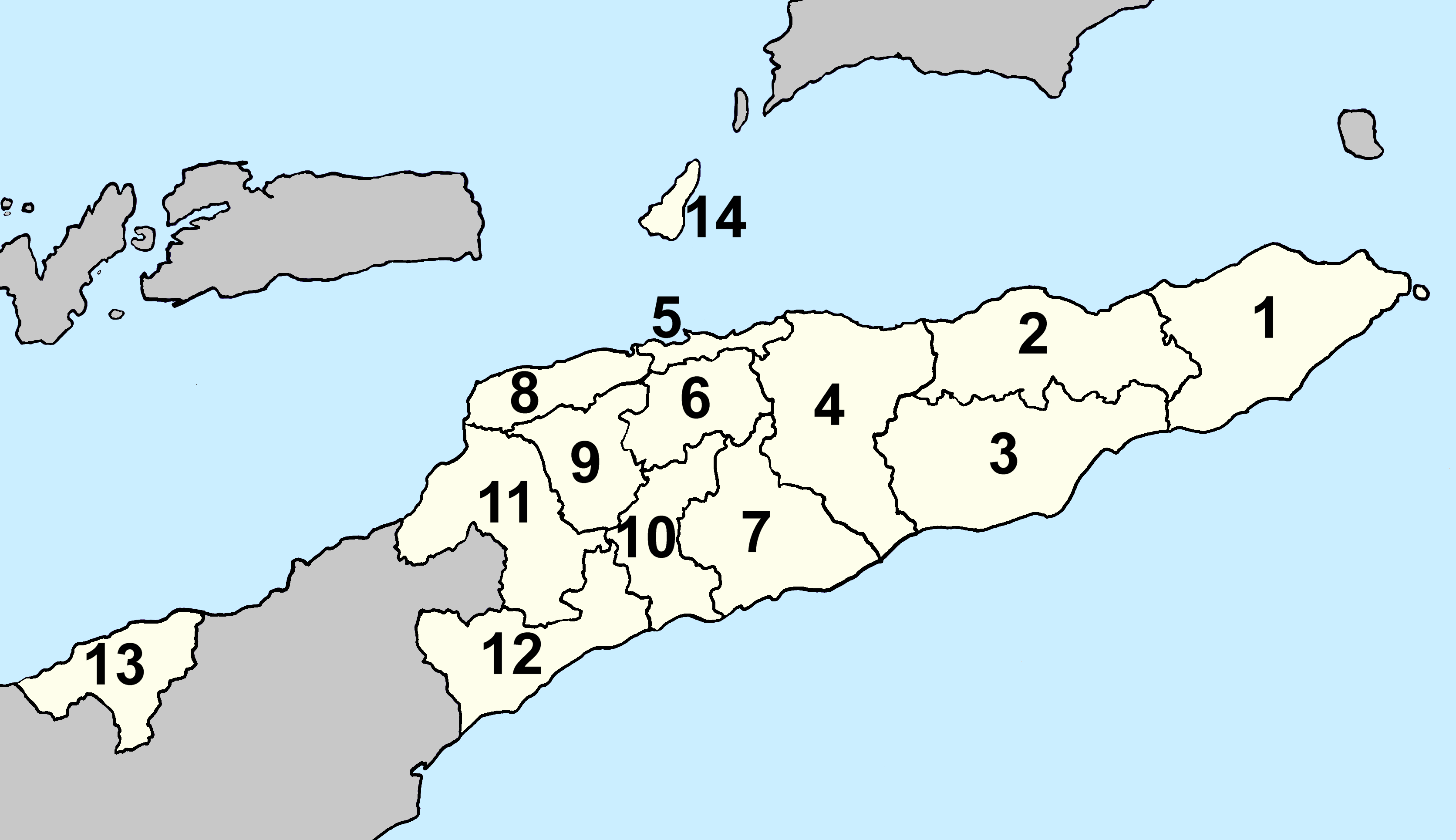
Kaart van Oost-Timor met de gemeenten

Oost-Timor is verdeeld in 14 gemeenten (municípios). Deze worden gebruikelijk van oost naar west genummerd:
1. Lautém
2. Baucau
3. Viqueque
4. Manatuto
5. Dili
6. Aileu
7. Manufahi
8. Liquiçá
9. Ermera
10. Ainaro
11. Bobonaro
12. Cova Lima
13. Oe-Cusse Ambeno
14. Atauro